# Bob Foster (motociclista)
Robert Foster (Gloucestershire, 16 marzo 1911 – 22 marzo 1982) è stato un pilota motociclistico britannico vincitore di un titolo del motomondiale.

## Carriera
La sua attività sportiva nel motociclismo ha avuto inizio prima della seconda guerra mondiale e tra i suoi successi si annoverano alcune edizioni del Tourist Trophy tra cui la prima nel 1936 e quella del 1947, prima edizione della corsa nel dopoguerra.
Per quanto riguarda le competizioni del Motomondiale ha vinto 3 gran premi e nel 1950 si è laureato campione del mondo nella classe 350.
L'esordio avvenne nel primo gran premio della storia del motomondiale, quando si classificò sesto, appena al di fuori della zona punti.
In occasione del Gran Premio motociclistico del Belgio 1949 si è reso anche protagonista di un episodio curioso: nella prima edizione del motomondiale venivano assegnati punti iridati ai primi 5 piloti al traguardo e ne veniva assegnato uno suppletivo a chi, tra quelli arrivati al traguardo, aveva segnato il giro più veloce; in questa occasione specifica due piloti ottennero lo stesso risultato cronometrico e, di conseguenza, sia Foster che Freddie Frith vennero accreditati di mezzo punto a testa.
Al termine della stagione 1951 decise di interrompere la sua carriera agonistica per dedicarsi alla sua attività di concessionario della Moto Guzzi.

## Risultati nel motomondiale

### Classe 350
| 1949 | Classe | Moto      |   |  |   |   |  |    |  |  | Punti | Pos. |
| ---- | ------ | --------- | - |  | - | - |  | -- |  |  | ----- | ---- |
| 1949 | 350    | Velocette | 6 |  | 2 | 2 |  | NE |  |  | 16,5  | 3º   |

| 1950 | Classe | Moto      |  |   |   |   |   |  |  |  | Punti | Pos. |
| ---- | ------ | --------- |  | - | - | - | - |  |  |  | ----- | ---- |
| 1950 | 350    | Velocette |  | 1 | 1 | 2 | 1 |  |  |  | 30    | 1º   |

| 1951 | Classe | Moto      |  |  |   |  |  |  |  |  | Punti | Pos. |
| ---- | ------ | --------- |  |  | - |  |  |  |  |  | ----- | ---- |
| 1951 | 350    | Velocette |  |  | 6 |  |  |  |  |  | 1     | 19º  |

| Legenda | 1º posto        | 2º posto            | 3º posto            | A punti      | Senza punti        | Grassetto – Pole position Corsivo – Giro più veloce |
| Legenda | Gara non valida | Non qual./Non part. | Ritirato/Non class. | Squalificato | '-' Dato non disp. | Grassetto – Pole position Corsivo – Giro più veloce |

### Classe 500
| 1949 | Classe | Moto       |     |  |     |     |     |  | Punti | Pos. |
| ---- | ------ | ---------- | --- |  | --- | --- | --- |  | ----- | ---- |
| 1949 | 500    | Moto Guzzi | Rit |  | Rit | Rit | Rit |  | 0     |      |

| 1950 | Classe | Moto                        |     |   |     |     |  |    | Punti | Pos. |
| ---- | ------ | --------------------------- | --- | - | --- | --- |  | -- | ----- | ---- |
| 1950 | 500    | Moto Guzzi, AJS e Velocette | Rit | 7 | Rit | Rit |  | 15 | 0     |      |

| Legenda | 1º posto        | 2º posto            | 3º posto            | A punti      | Senza punti        | Grassetto – Pole position Corsivo – Giro più veloce |
| Legenda | Gara non valida | Non qual./Non part. | Ritirato/Non class. | Squalificato | '-' Dato non disp. | Grassetto – Pole position Corsivo – Giro più veloce |